# Tolimán, Querétaro
Tolimán là một đô thị thuộc bang Querétaro, México. Năm 2005, dân số của đô thị này là 23963 người.